# Gare d'Odawara
La gare d'Odawara (小田原駅, Odawara-eki) est une gare ferroviaire à Odawara dans la préfecture de Kanagawa au Japon. Elle est exploitée conjointement par les compagnies JR East, JR Central, Odakyū, Hakone Tozan Railway et Izuhakone Railway.
La gare accueille de nombreux touristes se rendant au château d'Odawara et à Hakone.

## Situation ferroviaire
La gare d'Odawara est située au point kilométrique (PK) 76.7 de la ligne Shinkansen Tōkaidō et au PK 83.9 de la ligne principale Tōkaidō. Elle marque le début des lignes Hakone Tozan et Daiyūzan, et la fin de la ligne Odakyū Odawara.

## Histoire
La gare d'Odawara a été inaugurée le 21 octobre 1920. Le Shinkansen dessert la gare depuis le 1er octobre 1964.

## Service des voyageurs

### Accueil
La gare dispose d'un bâtiment voyageurs, avec guichets, ouvert tous les jours.

### Desserte

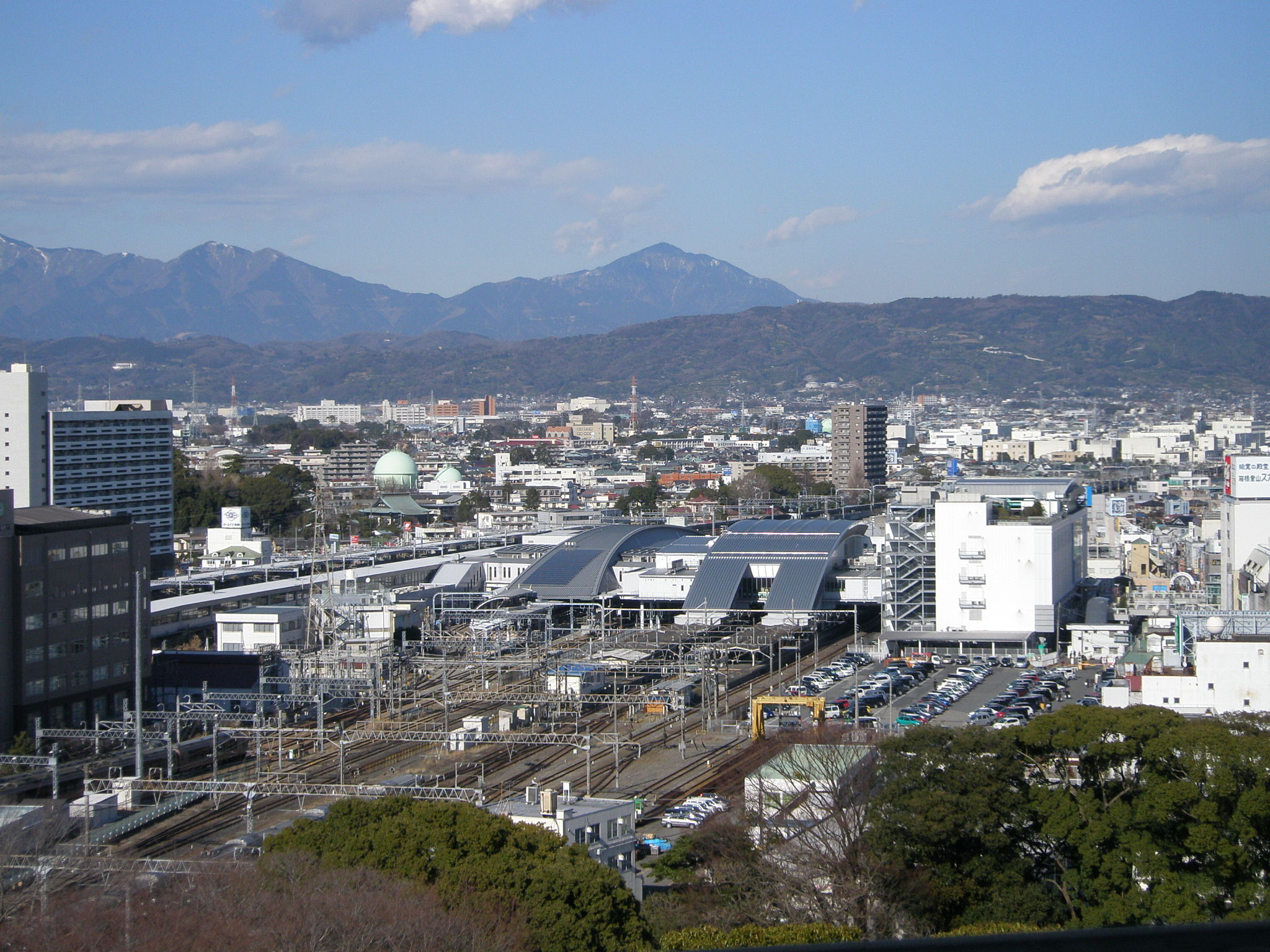
Vue de la gare depuis le château d'Odawara

#### Izuhakone Railway
- Ligne Daiyūzan :
  - voies 1 et 2 : direction Daiyūzan

#### JR East
- Ligne principale Tōkaidō :
  - voies 3 et 4 : direction Atami
  - voies 5 et 6 : direction Yokohama et Tokyo
- Ligne Shōnan-Shinjuku :
  - voies 5 et 6 : direction Yokohama et Shinjuku

#### Odakyū et Hakone Tozan
- Ligne Hakone Tozan :

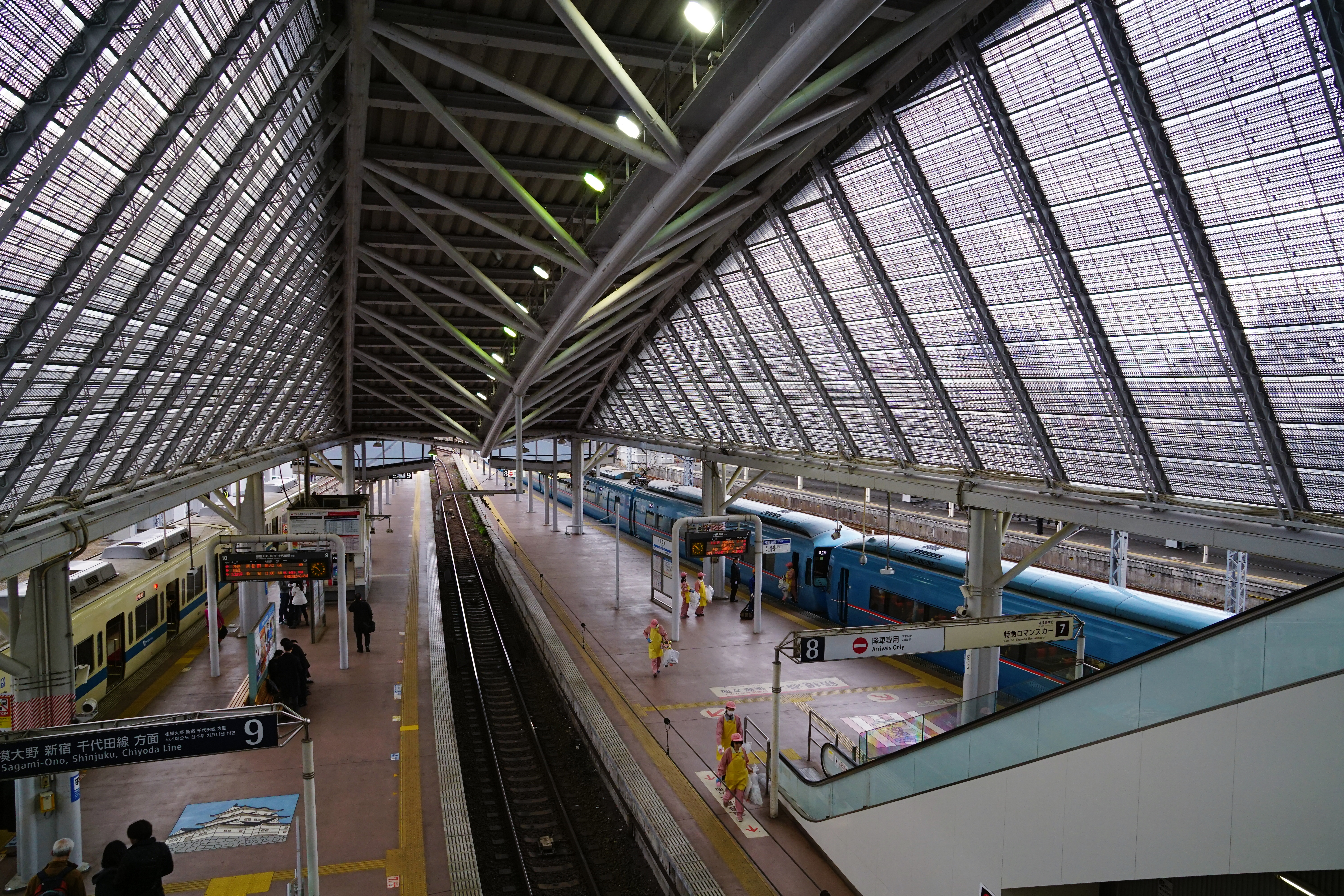
Quais Odakyū et Hakone Tozan

  - voies 7 et 11 : direction Hakone-Yumoto
- ligne Odakyū Odawara :
  - voies 9 et 10 : direction Machida et Shinjuku ou Kita-Senju

#### JR Central
- Ligne Shinkansen Tōkaidō :
  - voie 13 : direction Nagoya et Shin-Osaka
  - voie 14 : direction Tokyo